# Istituto secolare
Gli istituti secolari, nel lessico della Chiesa cattolica, sono istituti di vita consacrata eretti o approvati dalla competente autorità ecclesiastica (Santa Sede o vescovi) i cui membri (laici o chierici) si consacrano a Dio attraverso la pubblica professione dei consigli evangelici (cioè i voti di povertà, obbedienza e castità) ma, a differenza dei membri degli istituti religiosi, non conducono generalmente vita comune e non hanno alcun segno di riconoscimento esteriore.

## La "vocazione secolare"
Gli istituti secolari rappresentano una nuova e originale forma di vocazione all'interno della Chiesa cattolica; si distinguono dalla vita religiosa cattolica, perché i loro membri rimangono nel “mondo", senza obbligo di vita comune. A seconda che siano stati eretti dalla Santa Sede o dal vescovo locale, gli istituti religiosi si dicono di diritto pontificio o di diritto diocesano.
Gli istituti secolari si distinguono in laicali (maschili e femminili) e clericali. I loro membri sono uomini e sacerdoti che – vivendo nel mondo la vita ordinaria di tutti i giorni – s'impegnano a incarnare il Vangelo in povertà, castità, obbedienza. Il loro fine è di santificare le realtà secolari vivendo da consacrati al loro interno. I membri laici rimangono a pieno titolo nello stato laico: sono cioè semplici battezzati, ma che si consacrano "interamente" a Dio mediante la professione dei tre consigli evangelici. I membri chierici sono di aiuto agli altri sacerdoti attraverso la testimonianza della vita consacrata. Diversamente dai religiosi (che fanno una professione dei voti solenne, pubblica e perpetua), la professione negli istituti secolari non è pubblica e, oltre ai voti, può avvenire anche in forma di promesse o altri vincoli sacri.

### Castità, Povertà, Obbedienza
I membri degli istituti secolari sono chiamati a vivere la radicalità del Vangelo alla sequela di Cristo casto, povero e obbediente.
- La loro castità dice al mondo che si può amare con il disinteresse e l'inesauribilità che attinge al cuore di Dio (papa Paolo VI).
- La loro povertà dice al mondo che si può vivere tra i beni temporali e si può usare dei mezzi della civiltà del progresso senza farsi schiavi di nessuno di essi (Paolo VI).
- La loro obbedienza dice al mondo che si può essere felici restando pienamente disponibili alla volontà di Dio, come appare dalla vita quotidiana, dai segni dei tempi e dalle esigenze di salvezza del mondo d'oggi (Paolo VI).

## I "secolari" dei primi secoli
Una forma di consacrazione a Dio vissuta pur rimanendo nella propria famiglia, ci fu già nei primi secoli della cristianità. Si parlava di verginità consacrata o di celibato per il Regno, e si trattava di uomini e donne che si ripromettevano di vivere in osservanza integrale del Vangelo. Queste vocazioni a una consacrazione a Dio vissuta in pieno mondo, fiorivano, soprattutto, tra i cristiani sparsi in comunità ancora pagane.
Nel XIII secolo, con la diffusione dei Terz'ordini, in modo particolare quelli domenicani, francescani e la nascita di altri ordini secolari come quello carmelitano si diffondono forme di consacrazione laicale, anche se non si strutturano veri e propri istituti secolari.

## Dal XIX secolo al 1948
Nel XIX secolo si ebbero i primi tentativi di vere e proprie associazioni di laici consacrati a Dio. La Chiesa, con il decreto Ecclesia Cattolica, confermato nel 1889 da papa Leone XIII, dava le norme per l'approvazione d'organismi i cui membri rimanevano nel mondo e non portavano un abito che permettesse di distinguerli dagli altri laici.
Tali organismi dovevano essere approvati come pie unioni, sottoposte all'autorità del Vescovo del luogo. Fu un piccolo passo avanti, soprattutto perché erano circa mille anni che non era prevista una consacrazione a Dio non legata alla separazione dall'ambito familiare, professionale, sociale.
In Italia, la nascita nel 1870, dell'Azione Cattolica, associazione di laici impegnati attivamente nella vita della Chiesa, ebbe molta influenza nella formazione di laici pronti ad affrontare i "tempi nuovi". Proprio questo nuovo impegno del laicato, suscitò in alcuni di essi il desiderio di consacrarsi, pur rimanendo nelle proprie realtà di vita.
Così cominciava a profilarsi l'ideale degli Istituti Secolari:
- consacrazione a Dio,
- secolarità,
- apostolato.

Nei primi tempi sembrava ardito, quasi rivoluzionario, conciliare la consacrazione a Dio con la condizione di laici viventi nel mondo.
Intanto nascevano nuovi movimenti laicali, che contribuivano ad accentuare il ruolo dei laici nella Chiesa.
Nel 1938, con l'autorizzazione di papa Pio XI, si svolse a San Gallo, in Svizzera, un convegno a cui parteciparono fondatori e responsabili di venti "Sodalizi di laici consacrati a Dio" di diversi paesi. Essi si accordarono per chiedere alla Santa Sede il riconoscimento di queste associazioni di laici. Agostino Gemelli, che si era visto negare dal Vaticano la possibilità che i laici dell'istituto dei Missionari della Regalità di Cristo potessero professare i voti religiosi, scrisse una Memoria storico — giuridico — canonica sulle Associazioni di laici consacrati a Dio nel mondo, che fu inviata, nel 1939, al papa e alla Congregazione del Concilio e ai Cardinali. Ma nel novembre dello stesso anno il Santo Uffizio ordinò di ritirarla. Si era, di fatto, ritornati al decreto Ecclesia Cattolica del 1889, con qualche lieve ritocco.
Nel 1947, Pio XII promulgò la costituzione apostolica Provida Mater Ecclesia, nella quale si tracciava una storia degli "stati di perfezione", dagli Ordini Religiosi alle Congregazioni e alle Società di vita comune. Come ultima tappa venivano inserite le nuove istituzioni di laici (e di sacerdoti regolari) consacrati a Dio, alle quali si attribuisce il nome di "Istituti Secolari". Era un passo decisivo, perché veniva attribuito un posto nella Chiesa alla nuova forma di vita consacrata. Non mancarono, però, resistenze a questo documento che non soddisfaceva il sentire più profondo dei laici consacrati, poiché si presentava l'apostolato laicale come una supplenza di quello religioso e sacerdotale.
Nel 1948 ancora Pio XII emanò il motu proprio Primo feliciter, che chiariva la Provida Mater e offriva la sua corretta interpretazione, indicando le 2 caratteristiche di questa peculiare forma di consacrazione: 1) una consacrazione vera e piena e 2) la secolarità, ovvero esercitare un apostolato nel mondo con i mezzi del mondo (fu in tal senso ripresa proprio l'espressione usata da Agostino Gemelli nella Memoria del 1938, ossia "in seculo et ex seculo"). Qualche giorno dopo fu emanato il decreto Cum Sanctissimus, una sorta di commentario delle direttive relative agli istituti secolari.

## Il Concilio Vaticano II
Cadute difficoltà e resistenze ebbe inizio un momento d'intensa vitalità, ma le idee non erano ancora chiare. È stato il Concilio Vaticano II a chiarire alcuni principi, in modo particolare, la dignità dei laici, la loro missione nel mondo e la vocazione alla santità per tutti gli uomini.
Nel decreto conciliare Perfectae Caritatis è trattato in modo specifico il tema degli Istituti secolari. Esso contiene quanto basta a definirne le caratteristiche essenziali:
- "non sono religiosi";
- comportano una "vera e completa professione dei consigli evangelici nel mondo";
- questa professione "conferisce una consacrazione";
- la secolarità è il "carattere proprio e peculiare" di questi Istituti.

Nel 1970, si svolse a Roma il primo Congresso internazionale degli Istituti secolari a cui parteciparono esponenti di 92 Istituti. Vi emersero i punti comuni e le comuni aspirazioni, ma anche le diverse posizioni degli Istituti stessi. Per alcuni Istituti la secolarità si traduce in un insieme di condizioni di vita che non distingue il membro dell'Istituto dagli altri laici, che non offre vita in comune, che non ha opere proprie e che mantiene il riserbo sui nomi dei propri membri. Altri Istituti, invece, hanno vita in comune, e opere proprie con una formazione specifica. Tra questi due estremi vi è un ampio spettro di possibilità.
A seguito del congresso del 1970 si è costituita la Conferenza Mondiale degli Istituti Secolari e di seguito hanno iniziato la loro attività le conferenze nazionali. In Italia è sorta la Conferenza Italiana Istituti Secolari — CIIS

## Istituti secolari di diritto pontificio

### Istituti maschili

#### Istituti clericali
- Compagnia di San Paolo
- Istituto dei sacerdoti del Cuore di Gesù
- Associazione dei preti del Prado
- Istituto Nostra Signora della Vita
- Sacerdoti del Sacro Cuore di Gesù
- Sacerdoti missionari della regalità di Cristo
- Istituto Voluntas Dei
- Istituto dei padri di Schönstatt
- Istituto dei sacerdoti diocesani di Schönstatt
- Servi della Divina Misericordia

#### Istituti laicali
- Compagnia di San Paolo
- Istituto del Prado
- Istituto secolare Cristo Re
- Istituto Nostra Signora della Vita
- Missionari della regalità di Cristo
- Servi della Divina Misericordia

### Istituti femminili
- Alleanza in Gesù per Maria
- Amore Riparazione Apostolato
- Ancelle di Dio-Misericordia
- Ancelle dei poveri
- Ancelle del Sacro Cuore di Gesù-Messaggere di Maria
- Ancillae Sanctae Ecclesiae
- Piccole apostole della carità
- Ausiliarie missionarie agostiniane
- Istituto Caritas Christi
- Compagnia missionaria del Sacro Cuore
- Compagnia di Sant'Orsola, figlie di Sant'Angela Merici, di Brescia
- Compagnia di Sant'Orsola, figlie di Sant'Angela Merici, di Verona
- Compagnia di Sant'Orsola, Istituto Secolare di Sant'Angela Merici
- Compagnia di San Paolo
- Cooperatrici della famiglia
- Cooperatrici oblate missionarie dell'Immacolata
- Istituto Cordis Iesu
- Oblate di Cristo Re
- Crociata evangelica
- Crociate di Maria
- Istituto del Cuore di Gesù
- Dame di Schönstatt
- Discepole del Signore
- Ancelle della Divina Misericordia
- Opera del Divino Amore
- Fedeli serve di Gesù
- Figlie della Natività di Maria
- Filiazione cordimariana
- Fraternità Jesus Caritas
- Instituto cristifero
- Istituto del Primate Wyszyński
- Istituto San Bonifacio
- Istituto secolare di Maria
- Istituto Jesus Victima
- Sorelle mariane di Schönstatt
- Missionarie dell'Amore infinito
- Missionarie apostoliche della carità
- Missionarie dell'Immacolata Padre Kolbe
- Missionarie degli infermi Cristo Speranza
- Missionarie laiche di Maria, Madre del Redentore
- Missionarie del sacerdozio regale
- Missionarie secolari comboniane
- Missionarie secolari della Passione
- Missionarie del Vangelo
- Istituto di Nostra Signora del Lavoro
- Istituto di Nostra Signora della Strada
- Istituto Nostra Signora della Vita
- Oblate apostoliche
- Oblate missionarie di Maria Immacolata
- Operaie della Croce
- Piccola famiglia francescana
- Missionarie della regalità di Cristo
- Figlie della Regina degli Apostoli
- Figlie dei Sacri Cuori di Gesù e Maria
- Apostole del Sacro Cuore
- Oblate del Sacro Cuore di Gesù
- Serve di Gesù sacerdote
- Serve secolari di Gesù Cristo sacerdote
- Istituto secolare servita
- Istituto Servitium Christi
- Spigolatrici della Chiesa
- Unio Filiarum Dei
- Istituto Vita et Pax in Christo Iesu
- Volontarie della carità
- Volontarie di Don Bosco

## Statistiche
I laici consacrati sono in continua diminuzione nel mondo e in particolare nel paese di storica diffusione, l'Italia. L'incremento della loro presenza in altri paesi e continenti non sopperisce alla crisi che da tempo si avverte in Italia.